# Casaubon
Casaubon (en francès Cazaubon) és un municipi francès situat al departament del Gers i a la regió d'Occitània.

## Geografia

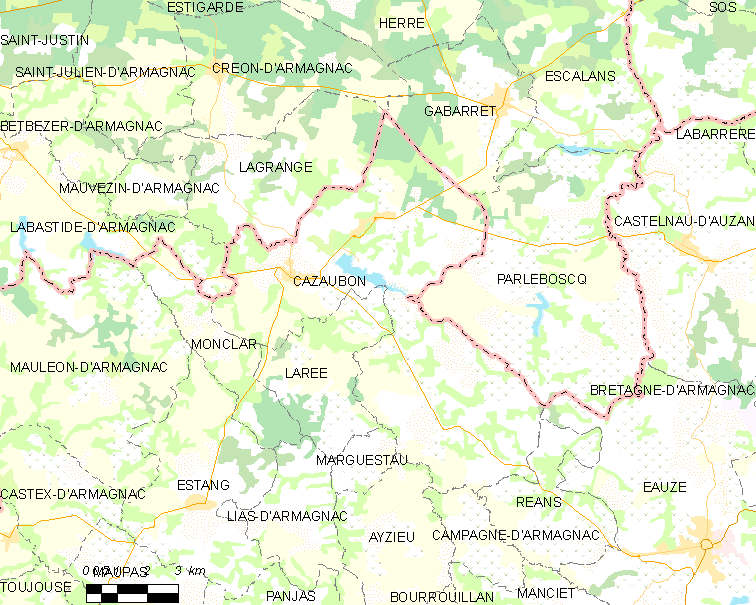
Mapa de la comuna de Casaubon

## Administració
| Període | Identitat       | Partit |
| ------- | --------------- | ------ |
| 2001-   | Claude Sainrapt | UMP    |

## Demografia
| 1962                                       | 1968  | 1975  | 1982  | 1990  | 1999  | 2006  |
| ------------------------------------------ | ----- | ----- | ----- | ----- | ----- | ----- |
| 1.701                                      | 1.691 | 1.638 | 1.635 | 1.605 | 1.546 | 1.612 |
| Des de 1962: població sense dobles comptes |       |       |       |       |       |       |